# 船岡城

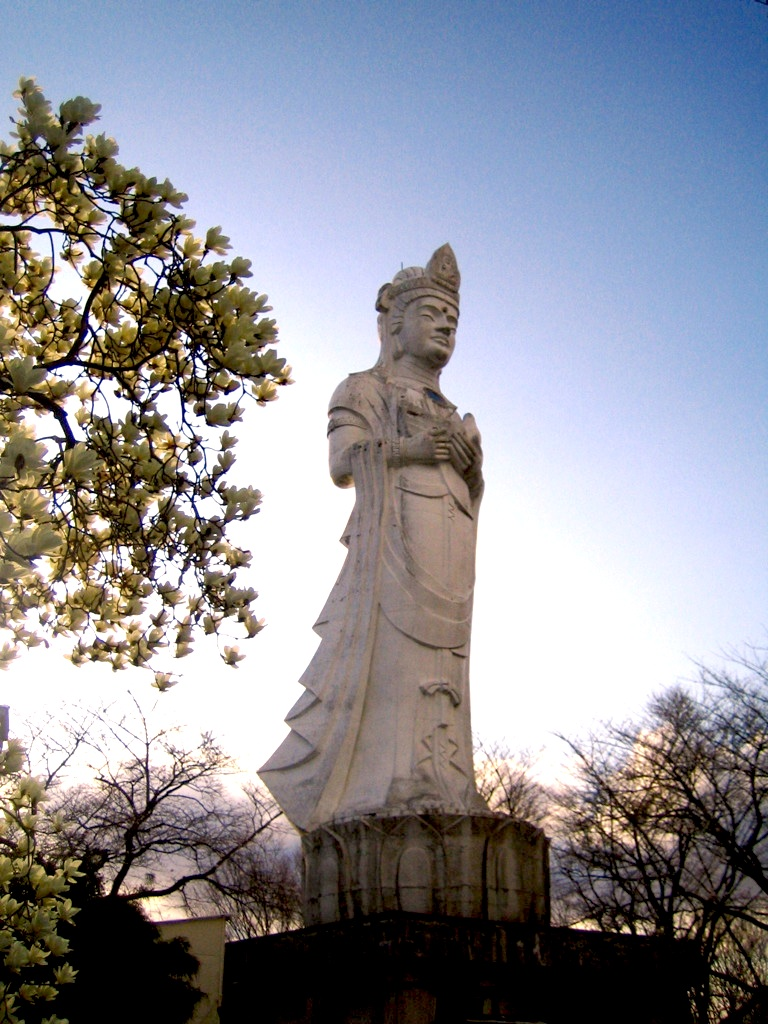
船岡平和観音（2007年4月）

船岡城（ふなおかじょう）、または四保館（しほたて）は、宮城県柴田郡柴田町大字船岡字舘山（四保山）にあった日本の城（山城）。「四保館跡（船岡城址）」として柴田町指定史跡。別名を芝田（柴田）城、舟岡（船岡）要害ともいう。本丸にある二等三角点「船岡」（北緯38度03分12.9616秒 東経140度45分17.9958秒 / 北緯38.053600444度 東経140.754998833度）の標高は135.86メートル。

## 概要
南西の大河原盆地を流れてきた白石川に北西の村田盆地を流れてきた荒川が合流して東に流れるとすぐ、北側に韮神山（北緯38度3分43.9秒 東経140度45分7.7秒 / 北緯38.062194度 東経140.752139度）、南側に四保山が屹立する。両山に挟まれた溢出路を抜けて東の船岡盆地に入ると白石川は阿武隈川と合流し、高舘丘陵と亘理地塁山地との間の峡部を抜けて仙台平野に至り、仙台湾へと流れ出る。大河原盆地は白石川沿いに東山道やそれを受け継いだ奥州街道が通り、村田盆地は荒川沿いに山形県（出羽国/羽前国）側と繋がる街道が通っていた。すなわち、韮神山と四保山による峡部は街道や舟運が集中するボトルネックであったため軍事的に重要であり、四保山に船岡城が築かれたものと考えられる。
現在は船岡城址公園となっていて、公園内には約1000本の桜がある。春には城下を流れる白石川堤防沿いの桜並木（一目千本桜）と船岡城址公園の桜が一体となって美しい桜の景観を造り出している。1990年（平成2年）には一目千本桜とともに宮城県で唯一日本さくら名所100選の地に選ばれ、毎年4月中旬の見頃の時季には多くの花見客で賑わう。秋には「みやぎ大菊花展柴田大会」が開催される。頂上へはスロープカー（期間限定運行）で行くことができる。城に由来する建造物はないが、頂上には高さ24メートルの船岡平和観音があり、中に入って外部を眺望することが可能である（※2016年（平成28年）6月現在、東日本大震災の影響で観音像の胎内に入ることはできない。）。
当園からの眺望は、「みやぎ蔵王三十六景」の1つに選ばれている。

## 歴史
- 1200年（正治2年）頃 - 芝田次郎が居城。同氏は宮城小四郎家業（宮城四郎）によって追討を受ける。
- 16世紀初頭 - 伊達氏の家臣で柴田家の祖・四保但馬定朝の居城となった。
- 1593年（文禄2年）- 屋代景頼が居城。
- 1615年（元和元年） - 原田宗資が居城。
- 1671年（寛文11年）- 原田宗輔が寛文事件（伊達騒動）で斬死し、原田氏断絶。
- 1681年（天和元年） - 柴田宗意が5000石を拝領し居城。
- 1694年（元禄7年） - 柴田氏が三の丸に居館を築造し、居住した。
- 1970年（昭和45年） - NHK大河ドラマ『樅ノ木は残った』の放送で注目を浴びる。第1回「しばた菊人形まつり」開催。「リフトカー」運行開始。
- 1971年（昭和46年）10月6日 - 柴田町指定史跡に指定された[1]。
- 1975年（昭和50年）10月 - 柴田町出身の個人が7500万円をかけて「船岡平和観音」を建立。
- 1990年（平成2年） - 日本さくら名所100選に選ばれた。
- 1996年（平成8年）10月 - リフトカーに替わって「スロープカー」運行開始[5]。
- 2003年（平成15年） - 「しばた菊人形まつり」を「しばた菊の祭典」に改称して内容を一新した。
- 2004年（平成16年）3月 - 「みやぎ蔵王三十六景」の1つに選ばれた。
- 2007年（平成19年） - 「しばた菊の祭典」に替わって、「みやぎ大菊花展柴田大会」が始まった。
- 2010年（平成22年） - 例年12月に開催されている「しばた光のページェント」の会場に船岡城も初めて加わり、スロープカーも運行された。
- 2011年（平成23年）3月11日 - 東北地方太平洋沖地震（東日本大震災）発生。船岡平和観音が被災して胎内拝観を休止。
- 2015年（平成27年） - 老朽化と東日本大震災の被害を受けた船岡平和観音の修復工事を行う。
- 2016年（平成28年） - 船岡平和観音の修復工事が完了。

## ギャラリー

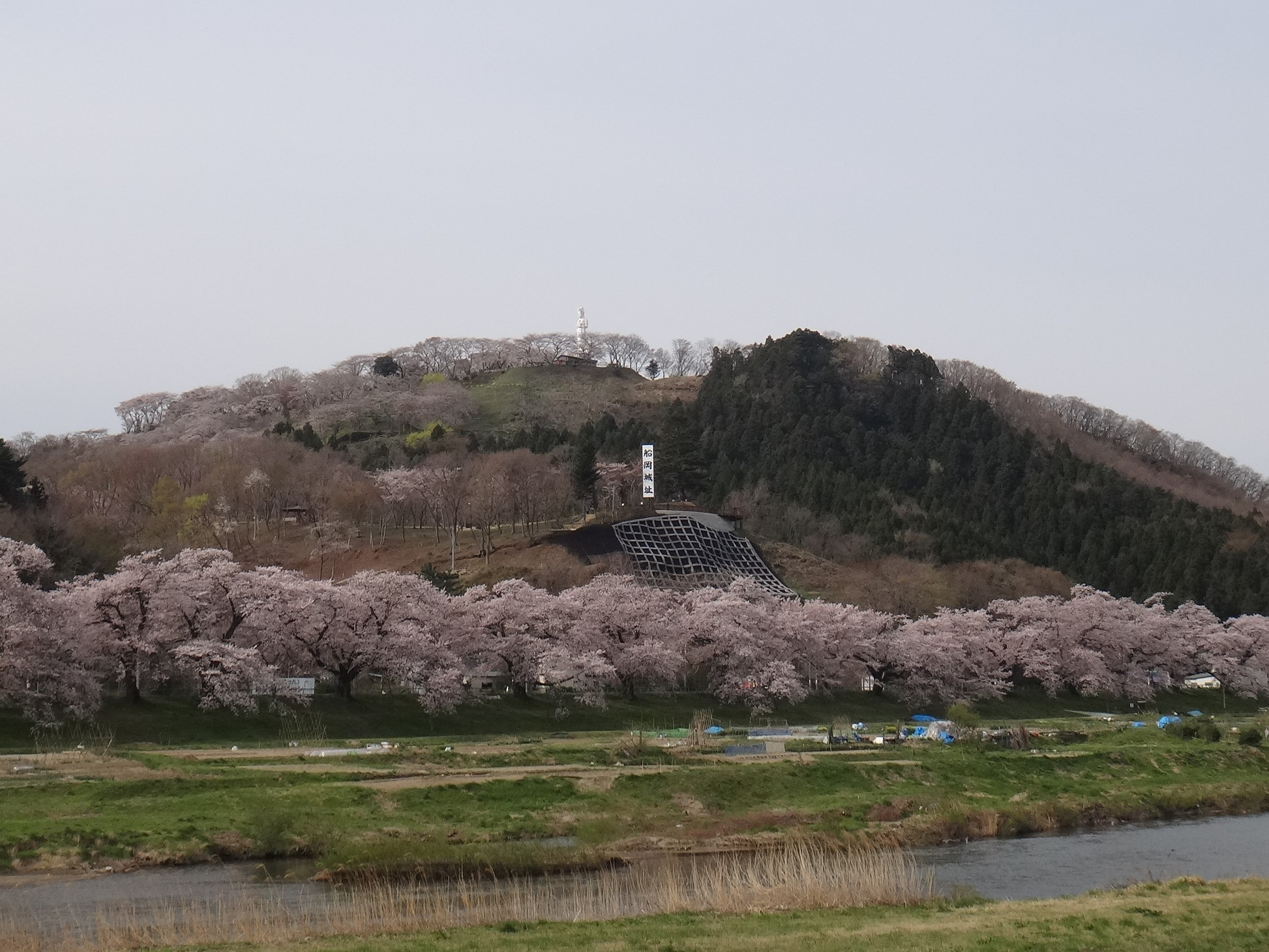
白石川から見た船岡城
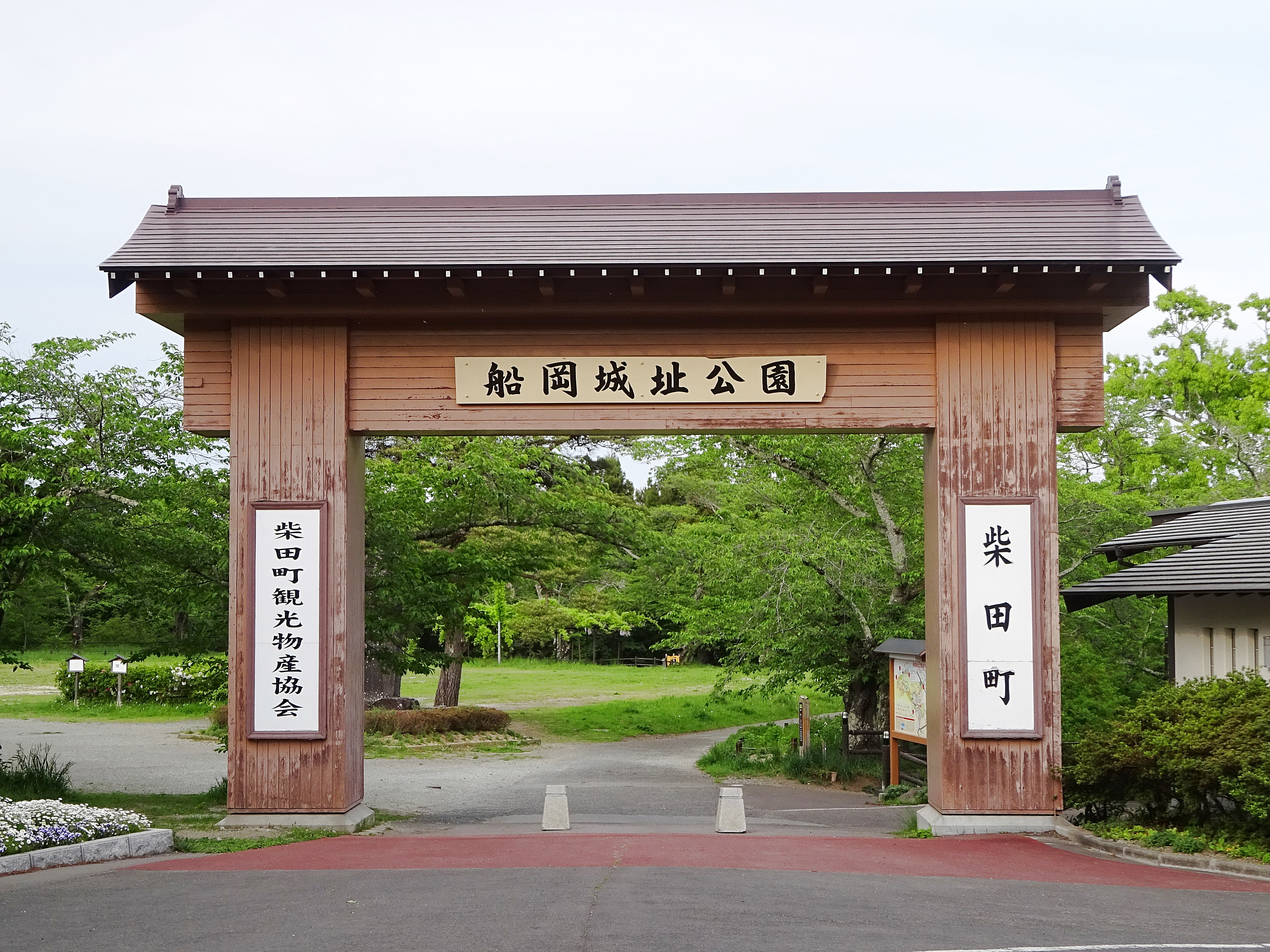
船岡城址公園正門
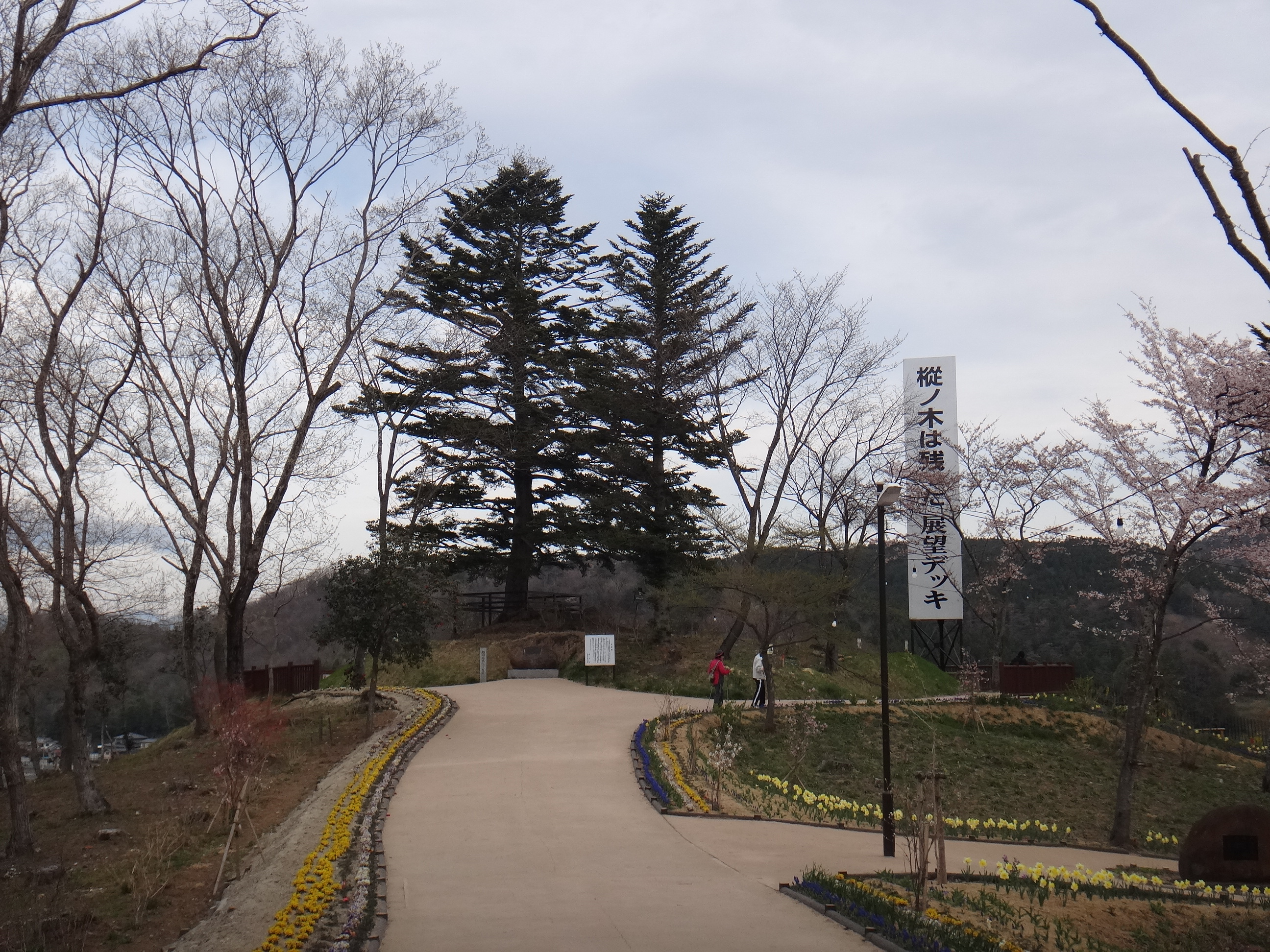
船岡城の樅ノ木
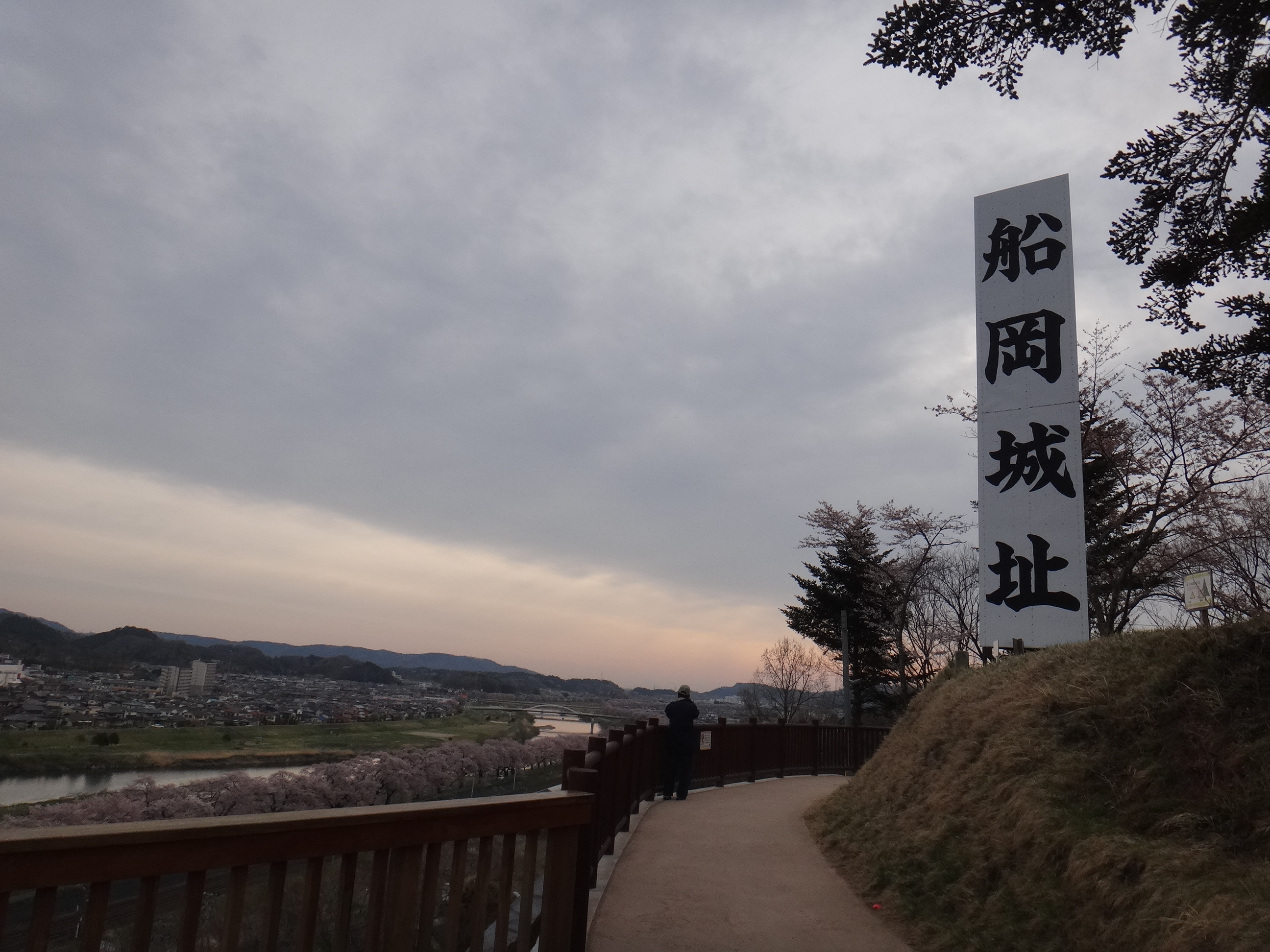
樅ノ木は残った展望デッキ
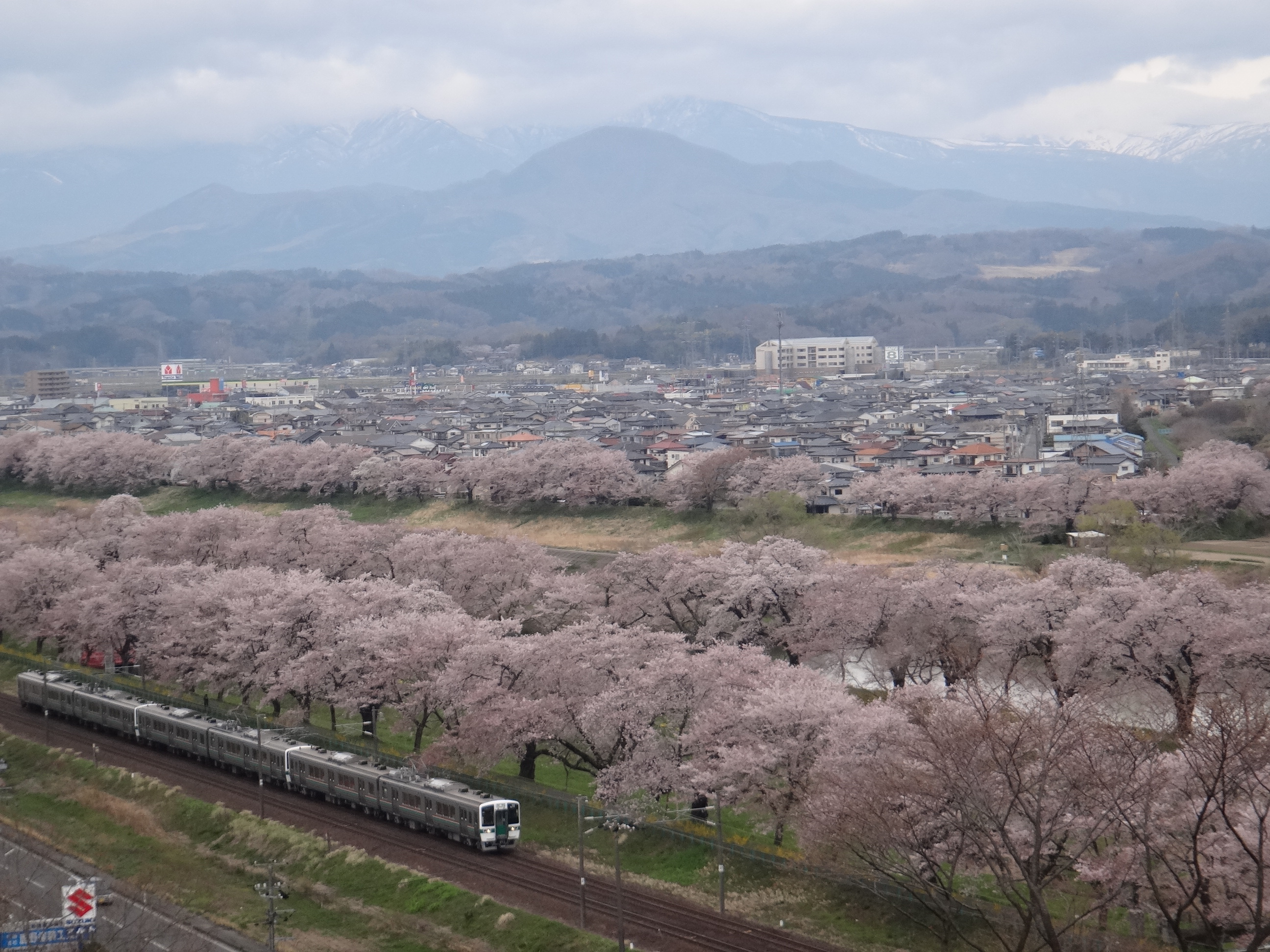
船岡城からの蔵王と一目千本桜
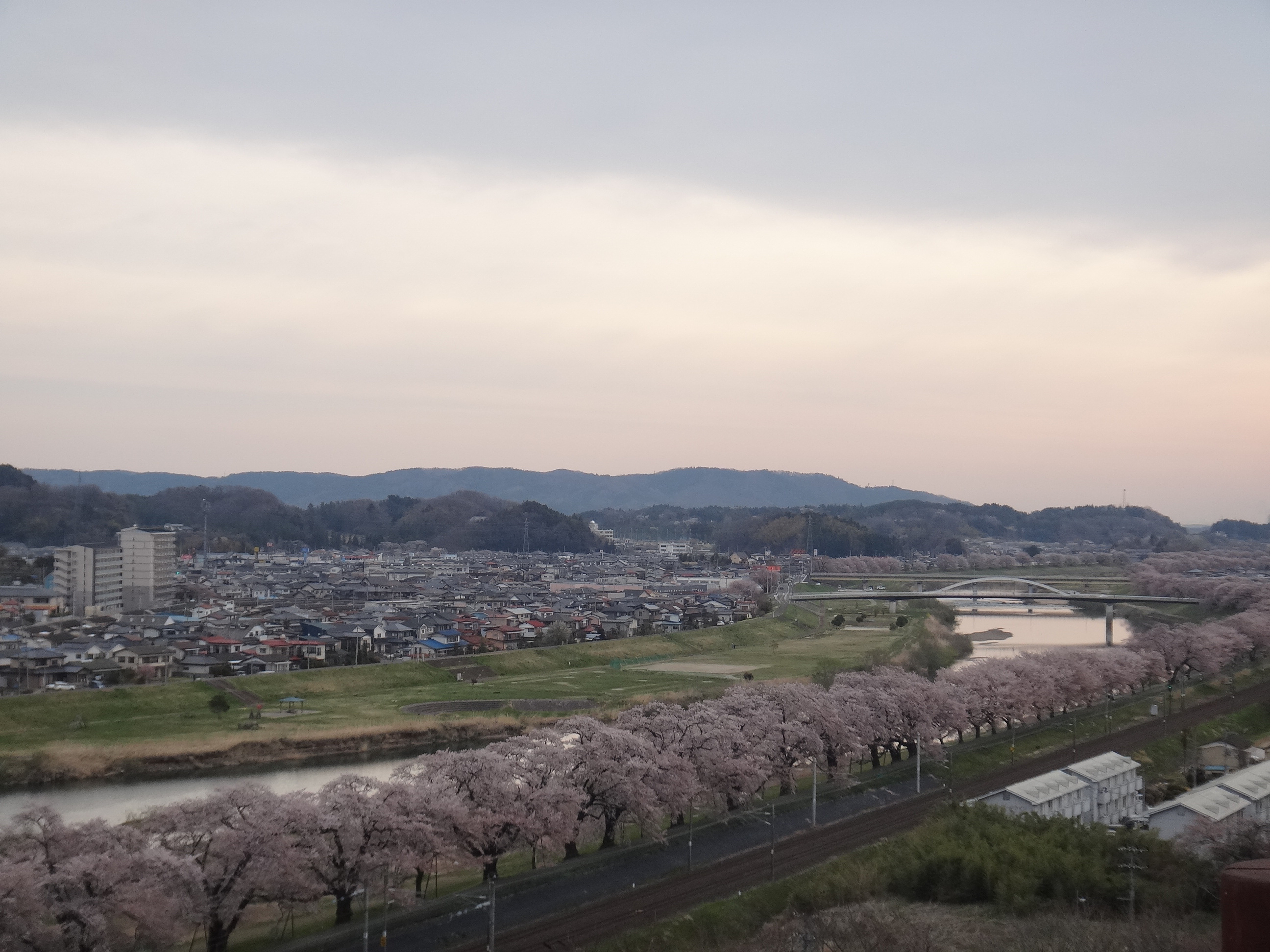
船岡城からの一目千本桜とさくら歩道橋
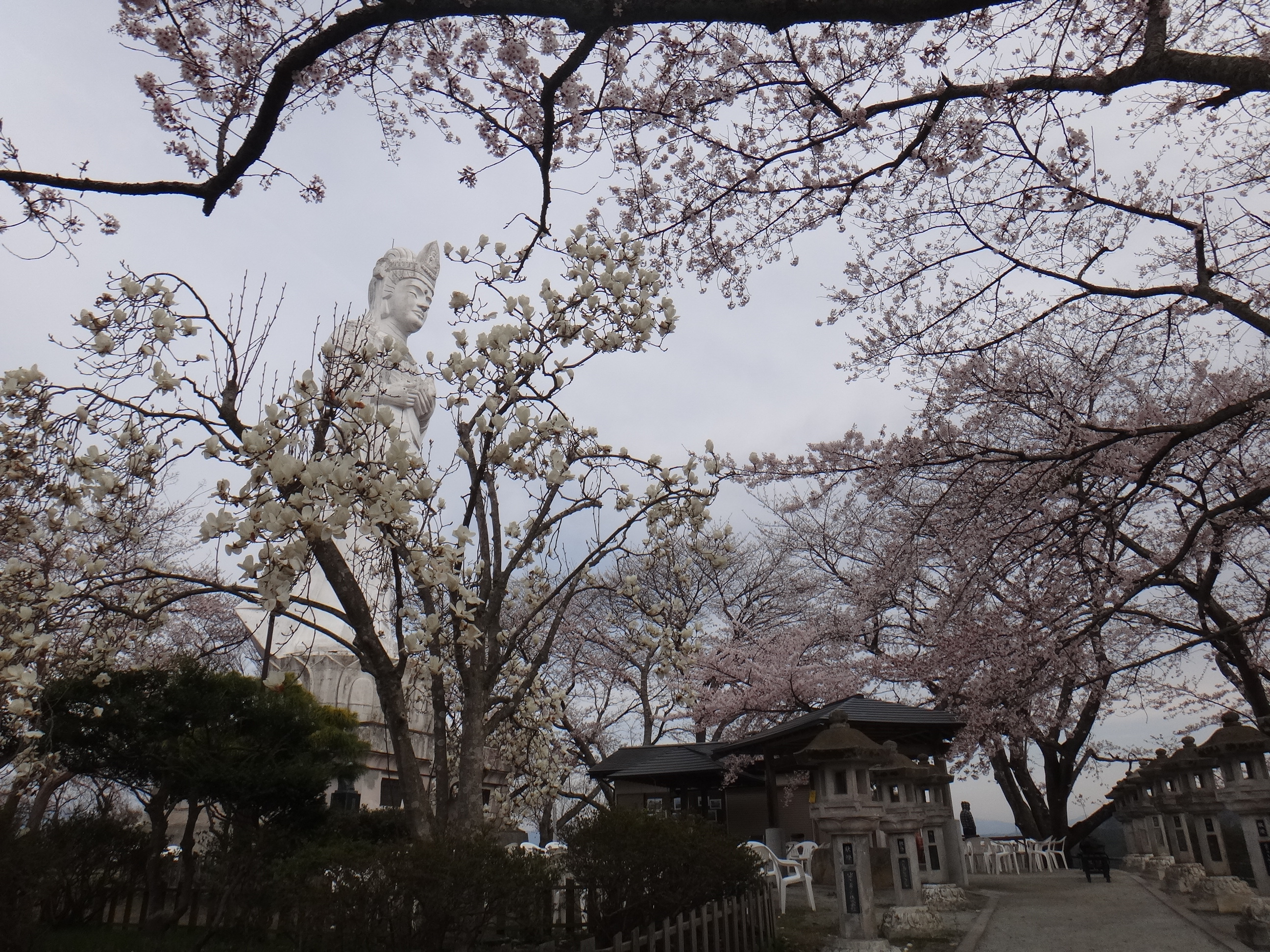
桜と木蓮に囲まれた船岡平和観音

## 昇降施設

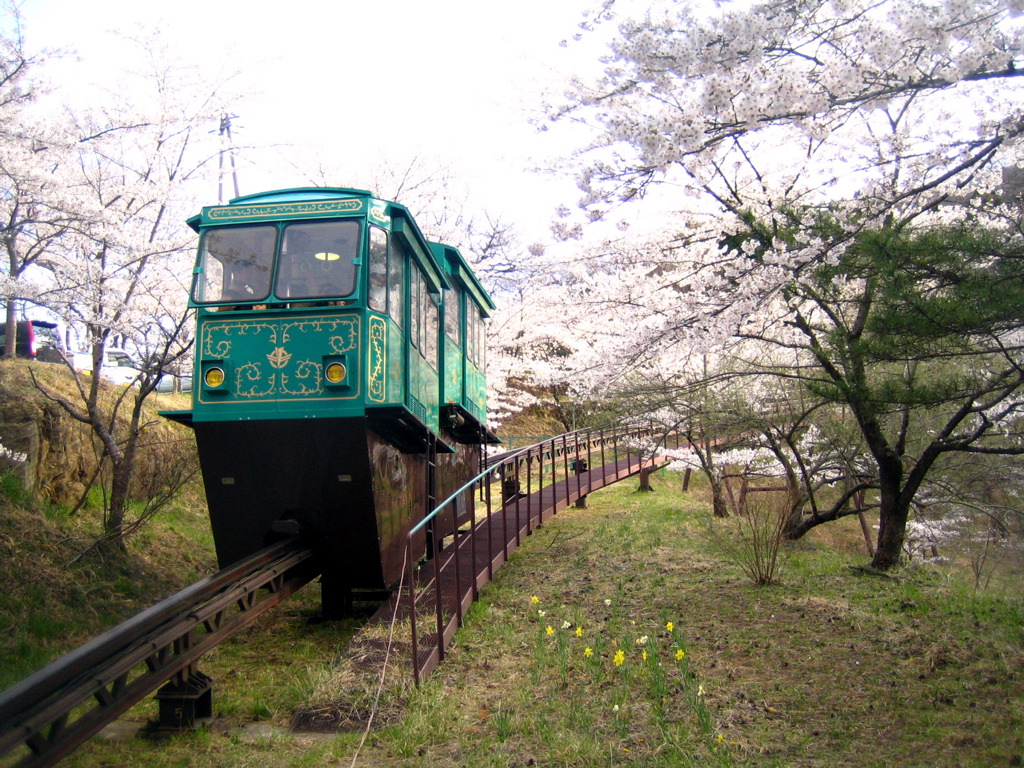
スロープカー（2007年4月）

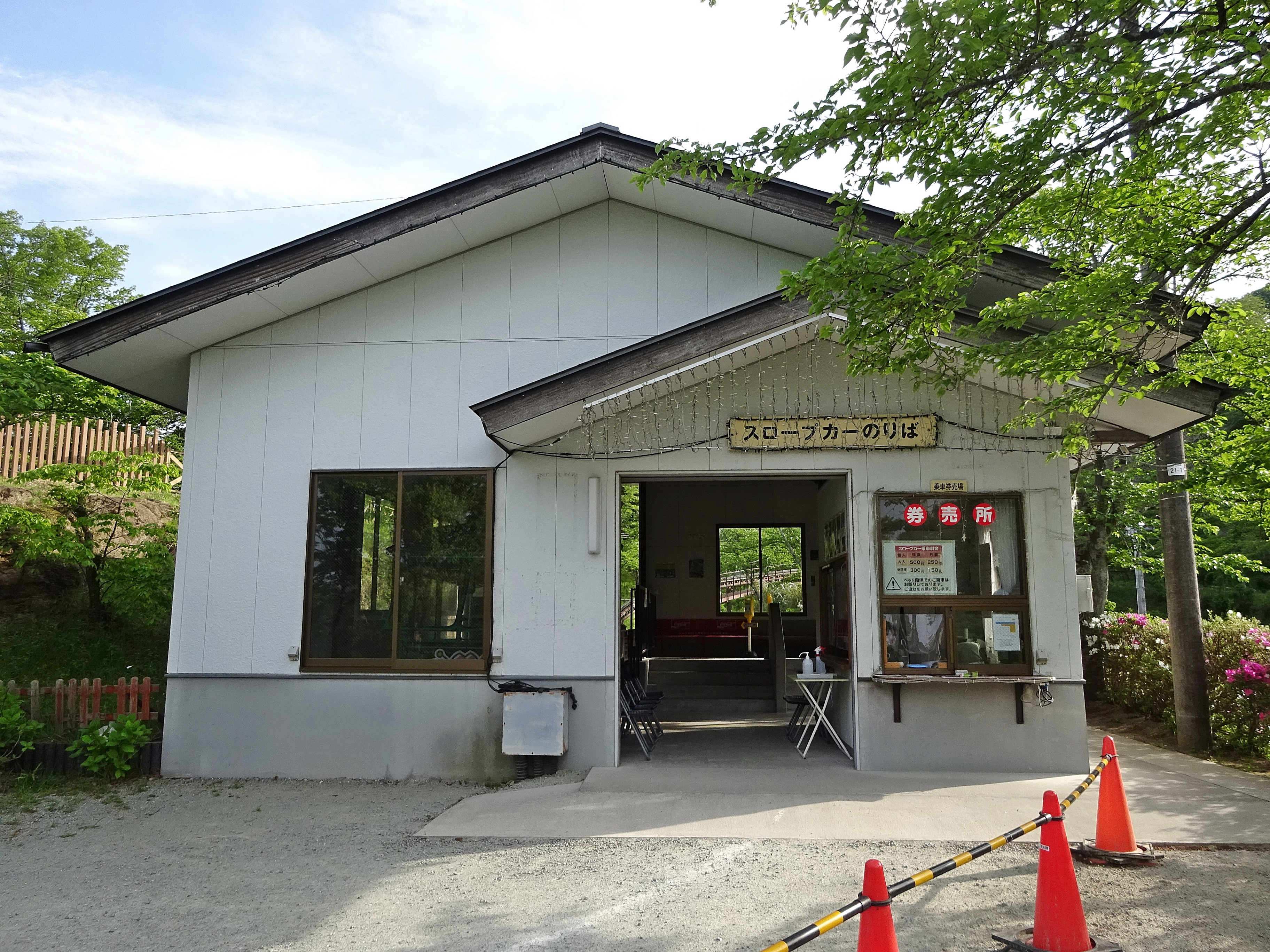
山腹乗降場

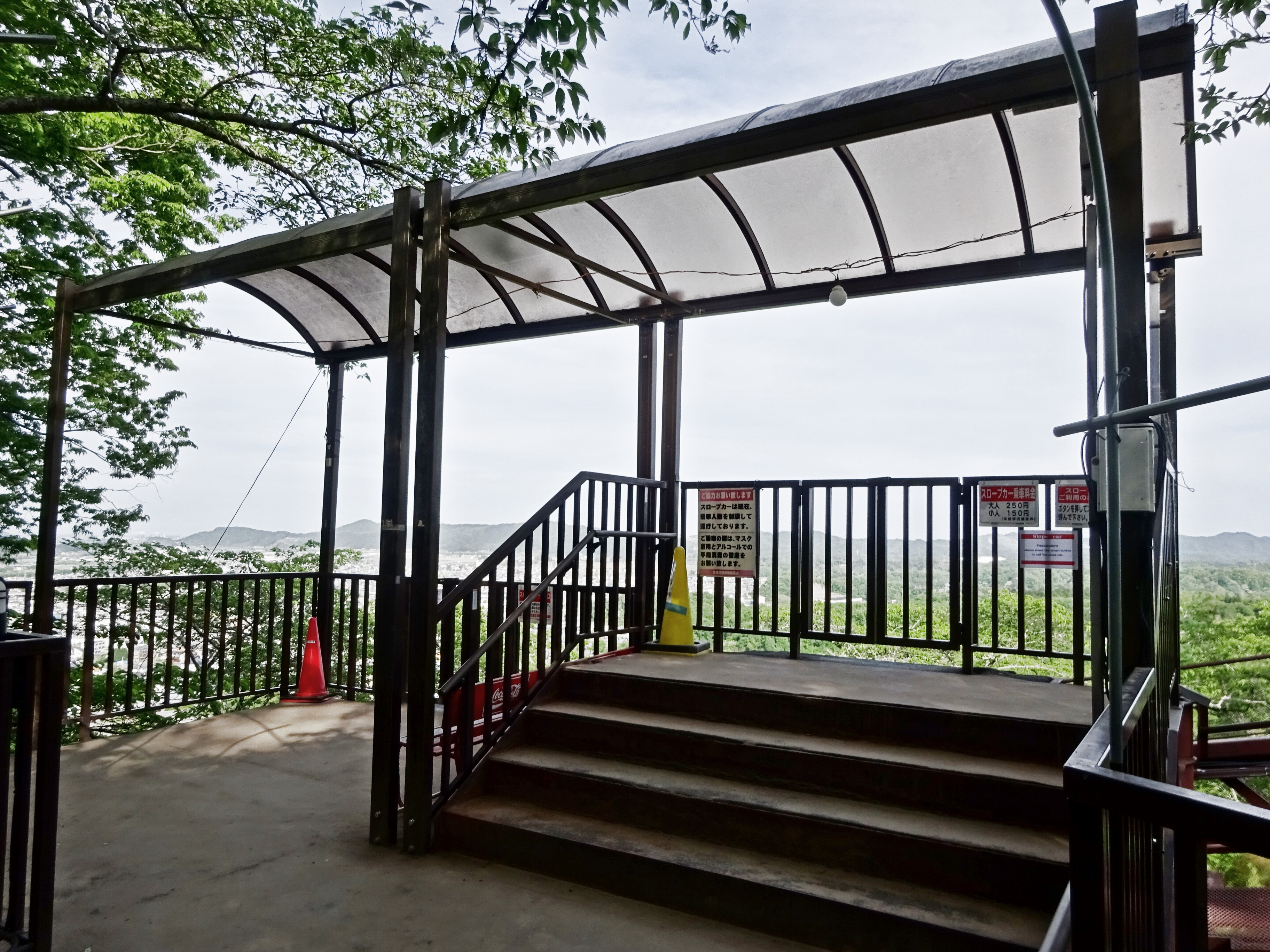
山頂乗降場

当城は急峻な地形であるため、観光客を運搬する昇降施設が設置されてきた。1970年（昭和45年）には「リフトカー」（つるべ式ケーブルカー型）が設置されたが老朽化したため、1996年（平成8年）10月に「スロープカー」（跨座式モノレール）が替わって運行を開始した。
スロープカーの現在の正式名称は「柴田町船岡城址公園スロープカー」で、所在地は柴田町大字船岡字舘山19番地23。柴田町観光協会が観光整備資金から1億1999万5000円を借りて設置し、管理・運営をしてきたが、2009年（平成21年）10月30日に同協会が解散したため柴田町に無償譲渡された。同町は条例を制定して所有し、指定管理者を選任して管理・運営を委託している。
機器故障のため2024年夏より運休しており、2025しばた桜まつり期間中も運休となる予定。
他のスロープカーと同様に法律上はエレベーター扱い（斜行エレベーター）であり、鉄道・軌道路線ではない。

### 路線概要
スロープカーは嘉穂製作所（福岡県飯塚市）製、全線単線で行き違い施設は無く、1両20人乗り2両編成（編成定員40名）が1編成のみ、総延長305mのレール上に存在し、片道3分40秒をかけて「山頂駅」（高架駅）と「山腹駅」（地上駅）の間を行き来している。運賃は大人片道250円。
|                      | 標高   | 位置                                  |
| -------------------- | ------ | ------------------------------------- |
| 本丸                 | 約135m |                                       |
| 山頂駅               | 約120m | 北緯38度3分11秒 東経140度45分22秒     |
| 山腹駅               | 約50m  | 北緯38度3分17.4秒 東経140度45分30.2秒 |
| 船岡城址公園内駐車場 | 約40m  |                                       |
| しばたの郷土館駐車場 | 約10m  |                                       |

### 運行期間
2010年（平成22年）にスロープカーが運行されたイベントは以下の通り。
- しばた桜まつり（4月上旬から下旬の桜の開花期の昼間および夜間ライトアップ時に運行）
- みやぎ大菊花展柴田大会（10月下旬から11月上旬の土日祝日の昼間運行）
- しばた光のページェント（12月上旬から下旬の土日祝日の夕方から夜にかけて運行）

## アクセス
- JR東北本線・船岡駅下車、徒歩10分。
- 東北自動車道・村田ICより約11km、白石ICより約12km。仙台東部道路・岩沼ICまたは亘理ICより約14km。
- 駐車場：
  - 船岡城址公園内駐車場。平時および「みやぎ大菊花展柴田大会」期間中は無料。
  - 2007年（平成19年）より「しばた桜まつり」期間中は駐車場が一部有料化された。2010年（平成22年）は船岡城址公園内駐車場、および、隣接するしばたの郷土館駐車場（150台、大型バス5台）の約350台分が有料になった。その他、近隣に無料の臨時駐車場が設けられている。